# امامزاده حسین شاهزاده
امامزاده حسین شاهزاده مربوط به اواخر دوره قاجار - دوره پهلوی است و در شیراز، دروازه اصفهان، مجاور پل علی بن حمزه واقع شده و این اثر در تاریخ ۱۱ دی ۱۳۸۰ با شمارهٔ ثبت ۴۵۳۰ به‌عنوان یکی از آثار ملی ایران به ثبت رسیده است.